# Aqualad (cómic)
Aqualad es el nombre de dos superhéroes ficticios de cómics que aparecen en los medios publicados por DC Entertainment. El primer Aqualad, Garth, debutó en febrero de 1960 en Adventure Comics #269 y fue creado por el escritor Robert Bernstein y la artista Ramona Fradon. Este Aqualad también apareció en forma animada en televisión en 1967 y 1968.
El segundo Aqualad, "Kaldur" Kaldur'ahm, debutó originalmente en 2010, creado para la serie de televisión animada Young Justice por Brandon Vietti, Greg Weisman y Phil Bourassa. Varios meses antes del lanzamiento de la caricatura, el escritor Geoff Johns y el artista Ivan Reis trajeron a los cómics una versión alterada del personaje presentado como Jackson Hyde.
La versión Garth de Aqualad hizo su debut de acción en vivo en la serie de televisión Titanes, interpretado por Drew Van Acker.

## Biografía ficticia

### Garth
Hace años, el rey Thar y su esposa, la reina Berra, se convirtieron en los monarcas reinantes de Shayeris, la capital de un grupo de colonias idílicas en el Valle Escondido. Los idílicos radicales depusieron y asesinaron al rey Thar y desterraron a su esposa embarazada, la reina Berra, a Poseidonis, la ciudad capital de Atlantis; allí dio a luz a Garth, un niño de ojos morados. Los atlantes supersticiosos afirmaron que Garth había nacido genéticamente inferior debido a sus ojos morados y lo desterraron a un lecho marino árido a leguas de Atlantis. Sobrevivió y luego se hizo amigo de Aquaman, el a veces marginado Rey de la Atlántida. Fue miembro fundador de los Jóvenes Titanes, y más tarde se hizo conocido como Tempest.

### Kaldur'ahm (Jackson Hyde)
Jackson Hyde apareció por primera vez en Brightest Day #10 (septiembre de 2010). Esto coincide con la aparición de Aqualad en la serie animada Young Justice (aunque usando el nombre Kaldur'ahm). Según Johns, el nuevo Aqualad se llama Jackson Hyde y es un adolescente negro de Nuevo México. En un póster teaser para el evento Brightest Day, se le muestra usando habilidades de "agua dura" para crear una espada. Anteriormente se pensaba que esta habilidad pertenecía exclusivamente a la esposa de Aquaman, Mera, y a la gente de su mundo.

## En otros medios

### Televisión
- La primera aparición animada de Aqualad fue junto a Aquaman en The Superman/Aquaman Hour of Adventure, así como en los cortos de Teen Titans que formaban parte de la serie. La serie de dibujos animados Aquaman de 1968 fue una versión reempaquetada de 30 minutos que presentaba principalmente (pero no exclusivamente) a Aquaman y Aqualad. Fue expresado por Jerry Dexter.
- Aqualad también ha aparecido en Teen Titans, con la voz de Wil Wheaton. Su primera aparición fue en "Deep Six", donde él y los Titanes derrotaron a Tridente; aquí y en sus otras apariciones, demuestra el control telepático de la vida marina. En "Winner Take All", Aqualad demuestra la capacidad de controlar el agua por medio de Hydrokinesis. En la serie, se desempeña como miembro de Titanes del Este, un enamoramiento a corto plazo de Raven y Starfire, y un rival temporal de Beast Boy. Ahora es miembro oficial del grupo hermano de Teen Titans, Titanes del Este, con  Bumblebee, Speedy y los gemelos Más y Menos.
- Aqualad también hace ocho apariciones en la serie de cómics basada en el programa. En su primera aparición en Teen Titans Go! (número 10), busca a Gill Girl. Le dijo a los Titanes que ella solía estar enamorada de él, pero él la miraba como a una hermana. Beast Boy no le creyó y dice que ella lo dejó. Hizo breves apariciones en los números 20, 25 y 27. Una de las historias del número 30 se centró en él y Speedy. En el número 48, apareció una versión alternativa de él como Tempest en un grupo llamado Teen Tyrants.
- Aqualad aparece en Batman: The Brave and the Bold, con la voz de Zack Shada cuando era adolescente y de Zachary Gordon cuando era niño. Aquí, se muestra que Aqualad está en su adolescencia y está muy resentido por los elogios prodigados a Aquaman, y finalmente lo regaña en la escena final del episodio.
- Garth aparece en el episodio de Young Justice,  "Downtime", con la voz de Yuri Lowenthal. En el episodio, se explica que Garth es el mejor amigo de Kaldur'ahm. Mientras Kaldur se convirtió en el compañero de Aquaman, Garth se quedó en Atlantis para perfeccionar sus habilidades en un conservatorio de hechicería atlante. En algún momento entre esto y el episodio "Tiempo de inactividad", comenzó una relación con Tula (Aquagirl), quien anteriormente estuvo involucrada con Kaldur. Se hace una referencia a su identidad Tempest durante una batalla con Black Manta, con Garth gritando "¡Convoco el poder de la tempestad!" mientras conjuraba un ciclón. A partir de la temporada 3, Garth asumió el papel de embajador de Atlantis en la ONU.
- Aqualad aparece en Young Justice, con la voz de Khary Payton.[7] Su nombre es Kaldur'ahm, pero recibe el apodo de Kaldur. Dentro de la serie, es el hijo del supervillano Black Manta y el líder de Young Justice. En el episodio "Alienated", Kaldur deja el equipo para unirse a su padre. Culpa al equipo por la muerte de Aquagirl en una misión y a Aquaman por no decirle quién era su verdadero padre. Se pone un atuendo similar al de Black Manta.[8] Mientras se enfrenta al equipo, parece asesinar a Artemis. Sin embargo, esta es una artimaña elaborada para infiltrarse en la organización de Black Manta y obtener información sobre Reach y Light. Entre las temporadas 2 y 3, Kaldur asume el papel de Aquaman, ya que Orin elige convertirse en el Rey de Atlántis a tiempo completo. En la temporada 4, después de completar una misión para encontrar la corona del ex de Atlantis, Rey Arion, Orin decide dividir el papel de Aquaman junto a él, Kaldur y La'gaan, y Kaldur decide ausentarse.
- La versión Kaldur'ahm de Aqualad aparece en Teen Titans Go!, nuevamente expresado por Khary Payton. La versión Garth de Aqualad también aparece, una vez más con la voz de Wil Wheaton, y se asemeja a su diseño de la primera temporada de Young Justice.
- La versión Garth de Aqualad aparece en la temporada 2 de la serie de DC Universe Titanes, interpretado por Drew Van Acker.[9]
- La versión Garth de Aqualad aparece en DC Super Hero Girls, con la voz de Jessica McKenna. Esta encarnación es mucho más joven que otras versiones, todavía siendo un adolescente como un niño, y es un estudiante de la Escuela Secundaria Metropolis. Su apellido también se menciona como Bernstein, y se muestra que lleva pequeñas botellas de agua para cuando necesita usar sus superpoderes.
- Se está desarrollando una serie de acción en vivo de Aqualad para HBO Max protagonizada por Jake Hyde, un adolescente gay. Charlize Theron, A. J. Dix, Beth Kono y Andrew Haas de Denver & Delilah Films son los productores ejecutivos de la serie.[10]

### Cine
- Aparece en un cameo en la película después de la serie, Teen Titans: Trouble in Tokyo. Mientras los Titanes viajan a Tokio, Japón, él sale del agua y los saluda.
- Tanto Garth como Kaldur'ahm aparecen en Justice League: The Flashpoint Paradox directo a DVD de 2013 como miembros del ejército de Aquaman en la línea de tiempo alterada.
- Garth hace una breve aparición en Teen Titans Go! to the Movies.

### Videojuegos
- La versión Garth de Aqualad aparece en el videojuego Aquaman: Battle for Atlantis. También es un personaje desbloqueable en el juego.
- En el videojuego Young Justice: Legacy, tanto Aqualad como Tempest aparecen con Khary Payton y Yuri Lowenthal retomando sus papeles.
- La versión Kaldur'ahm de Aqualad aparece como un personaje jugable en Lego DC Super-Villains.